# 大咲茉菜
大咲 茉菜（おおさき まな、10月29日 - ）は、日本の女性声優。フリーで活動中。新潟県出身。血液型はA型。趣味はゲーム、人間観察。特技はクラシックバレエ、マッサージ。

## 出演

### ゲーム
- 乙女はお姉さまに恋してるPortable～2人のエルダー(星河)
- 太鼓の達人 どんとかつの時空大冒険（クレオパトラ）
- トラブル☆ウィッチーズねぉ！(ラーヤ)
- トラブル☆ウィッチーズAC～アマルガムの娘たち～(ラーヤ)
- ナルキッソス３(蒔絵)
- ナルキッソス～もしも明日があるなら～(蒔絵)
- 迷宮クロスブラッドリローデッド(後藤真央)
- ルートダブル - Before Crime * After Days

### ラジオ
- FM新発田ラジオＣＭ

### WEBコンテンツ
- ねおゆーすと レギュラーパーソナリティー
- 青春姫 SCHOOL PRINCESS（遠藤シェリー、加藤美鈴、川浪友香）
- マギアブレイク
- メイデンガーデン（土の国のトーア）
- 感染×少女（シーエ）
- きのここれくしょん ～きのこたけのこ百年戦争～（ブナシメジ、マッシュルーム、ムキタケ、ドクベニタケ）
- 誰ガ為ノ世界 ～悲しみと始まりのユグドラシル～（一条あかね）
- きのこれR - 第二次きのこたけのこ百年戦争 告知PV（ブナシメジ）
- 超破壊!!バルバロッサ（シーエ）
- きのこれR - 第二次きのこたけのこ百年戦争（ブナシメジ、マッシュルーム、ムキタケ）